# Маркостав
Маркоста́в (раніше Ма́рков Став) — село в Україні, у Зимнівській сільській територіальній громаді Володимирського району Волинської області.
У 1915 р. село було спалене відступаючими російськими військами
У серпні 2015 року село увійшло до складу новоствореної Зимнівської сільської громади.

## Сьогодення
Населення становить 102 особи. Кількість дворів (квартир) — 37.
В селі працює фельдшерсько-акушерський пункт, АТС на 4 номери, торговельний заклад.
В селі доступні такі телеканали: УТ-1, УТ-2, 1+1, Інтер, СТБ, Обласне телебачення. Радіомовлення здійснюють Радіо «Промінь», Радіо «Світязь», Радіо «Луцьк».
Село газифіковане. Дорога з твердим покриттям в незадовільному стані. Наявне постійне транспортне сполучення з районним та обласним центрами.

## Історія
Село вперше згадується у 1452 році, коли воно було надане королем Казимиром Немирі Резановичу.
У 1906 році село Микулицької волості Володимир-Волинського повіту Волинської губернії. Відстань від повітового міста 22 верст, від волості 15. Дворів 40, мешканців 342.
12 червня 2020 року, відповідно до розпорядження Кабінету Міністрів України № 708-р «Про визначення адміністративних центрів та затвердження територій територіальних громад Волинської області», увійшло до складу Зимнівської сільської територіальної громади.
19 липня 2020 року, в результаті адміністративно-територіальної реформи та ліквідації  Володимир-Волинського району(1940—2020), село увійшло до новоутвореного Володимир-Волинського району (від 18 липня 2022 Володимирського).

## Населення
Згідно з переписом УРСР 1989 року чисельність наявного населення села становила 126 осіб, з яких 53 чоловіки та 73 жінки.
За переписом населення України 2001 року в селі мешкало 99 осіб. 100 % населення вказало своєю рідною мовою українську мову.

## Вулиці
- Південна
- Садова

## Транспорт
Курсують два автобуси з Володимира до Берестечка і до цього села